# ماريا رودريغيز
ماريا رودريغيز (بالإسبانية: María Rodríguez Ramos) (و. 1963  م) هي سياسية إسبانية، ولدت في بلد الوليـد، حزب العمال الاشتراكي الإسباني.

## مناصب
تولت منصب عضو مجلس النواب الإسباني ‏ (منذ 8 يوليو 2016)
- عضو مجلس النواب الإسباني  [لغات أخرى]‏ (11 يناير 2016–3 مايو 2016)[3]
- عضو مجلس النواب الإسباني  [لغات أخرى]‏ (2 ديسمبر 2011–13 يناير 2016)[4]
- عضو مجلس النواب الإسباني  [لغات أخرى]‏ (26 مارس 2008–18 يوليو 2008)[5]
- عضو مجلس النواب الإسباني  [لغات أخرى]‏ (31 مارس 2004–1 أبريل 2008)[6]
- عضو في البرلمان الأوروبي (20 يوليو 1999–31 مارس 2004).[7]

## التعليم
تعلمت في جامعة بلد الوليد.